# María de las Alas Pumariño
María de las Alas Pumariño Fernández (Avilés, 22 de agosto de 1915 - Gijón, 11 de marzo de 2002) fue una mujer española, fundadora de la Asociación de Viudas de la República.

## Trayectoria
Nació en Avilés en 1915, y su familia se trasladó a Gijón cuando ella tenía unos meses. En esa ciudad donde pasó el resto de su vida. Su padre falleció cuando ella tenía 16 años de edad, por lo que tuvo que abandonar los estudios de Comercio para comenzar a trabajar. Se incorporó a empresa de seguros de Gijón y más tarde desempeñó distintos trabajos relacionados con el mundo de la hostelería en Asturias, Cataluña y Mallorca.
Durante la República, contrajo matrimonio civil con Juan Nava, un argentino de padres españoles. Con el estallido de la Guerra civil española, se convirtió en enfermera el hospital de sangre de Gijón, donde atendía a combatientes heridos y mutilados. Su marido se alistó voluntariamente en el Ejército republicano y falleció en el frente de San Cucao de Llanera, Asturias. María de las Alas Pumariño tenía 21 años cuando enviudó y estaba embarazada de siete meses de su primera hija: Juana Mari Nava de las Alas Pumariño. Cuando las fuerzas franquistas ocuparon Asturias, su empresa anterior la despidió por ser 'una viuda roja'.
En 1948 se volvió a casar con Julio Suárez, un expreso político del franquismo, con el que tuvo tres hijos más: Julio, Adolfo y Javier Suárez de las Alas Pumariño. Volvió a quedar viuda en 1960. En ese momento, tuvo que salir de Asturias para buscar trabajo en Mallorca y Barcelona.
Tras jubilarse, en noviembre de 1977, fundó la Asociación de Viudas de la República «Rosario Acuña» para conseguir el reconocimiento de los problemas económicos, sociales, jurídicos y culturales de la viudas. La asociación quedó registrada oficialmente el 14 de marzo de 1978. Para ello, movilizó más de 200 asambleas así como una campaña nacional en la que contactó a más de 4.000 viudas.En 1979, el primer Gobierno democrático del posfranquismo, presidido por Adolfo Suárez, reconoció los derechos sociales para los deudos de los combatientes republicanos así como el pago de pensiones a sus viudas. Más tarde, logró la ampliación de este reconocimiento a las viudas de los milicianos caídos durante la Revolución de Asturias de octubre de 1934.
Falleció la madrugada del 11 de marzo de 2002 a los 86 años de edad en Gijón.

## Reconocimientos
En 1980 fue nombrada «Asturiana del Año» por el diario La Nueva España de Oviedo. En junio de 1995, recibió un homenaje que promovió la Asociación Les Comadres de Gijón junto con veintinueve asociaciones de mujeres de Asturias y que fue respaldado por  la Dirección Regional de la Mujer del Principado de Asturias y de la Concejalía de la Mujer del Ayuntamiento de Gijón.
En 2001, recibió la medalla de plata de Asturias y al año siguiente fue reconocida con el Premio Comadre de Oro. El 15 de junio de 2004 el Ayuntamiento de Gijón nombró una calle situada en el barrio de Roces de la ciudad como calle María de las Alas Pumariño.
El Foro de mujeres del Llano, de Gijón, organizó el Certamen de relatos breves "María de las Alas Pumariño Fernández".